# Viburnum blandum
Viburnum blandum är en desmeknoppsväxtart som beskrevs av Julius Sterling Morton. Viburnum blandum ingår i släktet olvonsläktet, och familjen desmeknoppsväxter. Inga underarter finns listade i Catalogue of Life.